# BNP Paribas Bank Polska

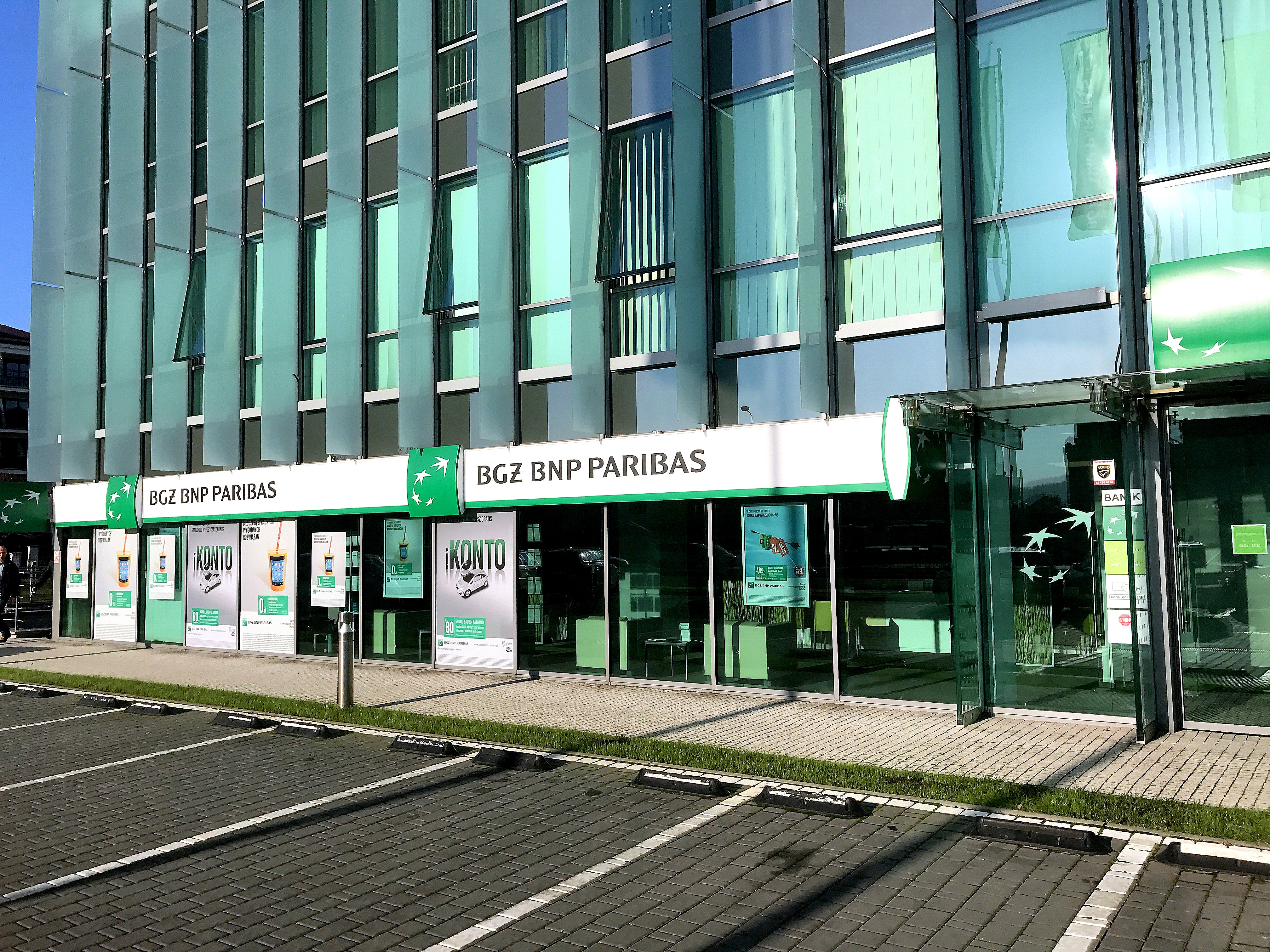
Oddział BGŻ BNP Paribas Bank Polska w Krakowie (2016)

BNP Paribas Bank Polska SA (BGŻ BNP Paribas Bank Polska, BNP Paribas Fortis) – bank uniwersalny z siedzibą w Warszawie, działający pod tą nazwą od 2011, notowany na Giełdzie Papierów Wartościowych w Warszawie, będący częścią międzynarodowej grupy bankowej BNP Paribas.
Bank oferuje klientom indywidualnym produkty oszczędnościowo-inwestycyjne oraz kredyty (m.in. mieszkaniowe oraz konsumenckie), przedsiębiorstwom dostarcza rozwiązania z zakresu finansowania działalności na rynku krajowym i międzynarodowym. Bank kieruje swoje usługi również do przedsiębiorstw z sektora rolno-spożywczego. Klienci Banku mogą również korzystać z usług doradztwa inwestycyjnego i bankowości prywatnej. Bank świadczy usługi poprzez sieć oddziałów bankowych oraz stoisk bankowych w centrach handlowych. Produkty kredytowe dostępne są również za pośrednictwem punktów w sklepach partnerskich, także w wybranych sieciach dealerów samochodów.
Według serwisów Bankier.pl i prnews.pl po III kwartale 2020 był on 6. bankiem w Polsce pod względem wartości aktywów. Od października 2017 pracami Zarządu Banku kieruje Przemysław Gdański.

## Historia

### Przejęcie Fortis Bank Polska przez grupę BNP Paribas
W 2008 dokonano połączenia Fortis Bank Polska z Dominet Bankiem, w wyniku którego połączony bank obsługiwał ok. 400 tys. klientów i przyjął nazwę banku przejmującego, tj. Fortis Bank Polska S.A.. Siedzibą połączonego banku była Warszawa. 
W 2009, w konsekwencji przejęcia 75% udziałów Fortis Banku Belgia (bezpośredniego właściciela Fortis Banku Polska) przez francuską grupę bankową BNP Paribas, zmieniono markę handlową banku na BNP Paribas Fortis. Było to zgodne z podejściem banku przejmującego do identyfikacji wizualnej połączonego banku na wszystkich rynkach. Przejęcie było jednym z następstw ogólnoświatowego kryzysu finansowego. Bank pozostał w strukturach grupy Fortis do 2010 roku, kiedy to nastąpiła transakcja sprzedaży banku przez podmiot belgijski do francuskiego koncernu.
W 2010 bank nabył zorganizowaną część przedsiębiorstwa od BNP Paribas Oddział w Polsce, oddziału zagranicznej instytucji kredytowej, banku BNP Paribas zarejestrowanego we Francji. Transakcja odbyła się między dwoma podmiotami w ramach jednej grupy kapitałowej i miała na celu uporządkowanie struktury działalności na rynku polskim.
W 2011 zmianie uległa nazwa prawna banku oraz marka handlowa. Obie otrzymały brzmienie BNP Paribas Bank Polska.

### Przejęcie Banku Gospodarki Żywnościowej
W następstwie podpisanego 5 grudnia 2013 porozumienia, we wrześniu 2014 BNP Paribas przejęło od Rabobanku kontrolę nad Bankiem BGŻ za pośrednictwem wezwania na sprzedaż akcji Banku BGŻ ogłoszonego przez BNP Paribas 25 sierpnia 2014. We wrześniu 2014 BNP Paribas oraz Rabobank podały, że Rabobank zapisał się na sprzedaż akcji Banku BGŻ stanowiących ponad 74% kapitału. W październiku 2014 BNP Paribas dokupił dodatkowe 14,39% udziałów w Banku BGŻ.

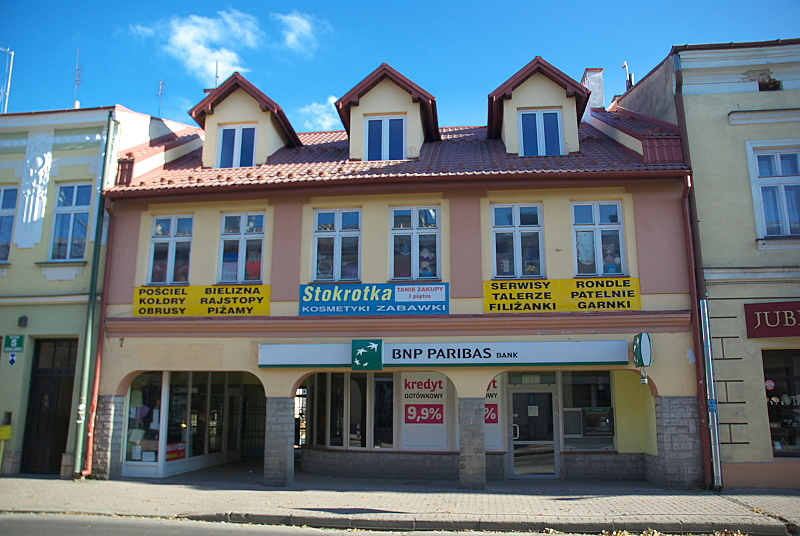
Oddział BNP Paribas Bank Polska w Sanoku (2011)

Zarządy Banku BGŻ i BNP Paribas Banku Polska 10 października 2014 uzgodniły i podpisały plan połączenia obu podmiotów. Połączenie polegało na przeniesieniu całego majątku BNP Paribas Banku Polska na Bank BGŻ. Jednocześnie nastąpiło podwyższenie kapitału Banku BGŻ, z kwoty 56 138 764 PLN do kwoty 84 238 318 PLN poprzez emisję 28 099 554 akcji (Akcje Połączeniowe) o wartości nominalnej 1 PLN każda.
Bank BGŻ wydał wyemitowane akcje dotychczasowym akcjonariuszom BNP Paribas Banku Polska. W zamian za 6 akcji BNP Paribas Banku Polska akcjonariusze tego banku otrzymali 5 Akcji Połączeniowych.
Fuzja prawna Banku Gospodarki Żywnościowej i BNP Paribas Bank Polska nastąpiła 30 kwietnia 2015 przez przeniesienie całości majątku spółki BNP Paribas Bank Polska S.A. na Bank BGŻ SA. Po połączeniu bank funkcjonował pod nazwą Bank BGŻ BNP Paribas S.A. 18 maja 2015 na giełdzie notowane zostały akcje połączonego banku. Udział połączonego banku w rynku wynosił ok. 4% i był on siódmym co do wielkości bankiem w Polsce pod względem wartości aktywów.

### Przejęcie Sygma Bank Polska
Z początkiem grudnia 2015 Bank BGŻ BNP Paribas wykupił od BNP Paribas Personal Finance całościowy pakiet akcji Sygma Bank Polska, ogłaszając jednocześnie zamiar likwidacji marki Sygma Bank. Była to realizacja strategii połączenia wszystkich instytucji bankowych grupy BNP Paribas działających w Polsce w ramach jednego podmiotu i utworzenie banku uniwersalnego.
31 maja 2016 doszło do fuzji prawnej, na mocy którego Sygma Bank Polska został przejęty przez Bank BGŻ BNP Paribas S.A. Zakończenie fuzji operacyjnej dokonało się między 20 a 23 października 2017, kiedy doszło do zamknięcia serwisu transakcyjnego Sygma Online oraz przeniesienia klientów dawnego Sygma Bank Polska do systemu BGŻ BNP Paribas.

### Przejęcie wydzielonej części Raiffeisen Bank Polska
31 października 2018 nastąpiło przejęcie przez Bank BGŻ BNP Paribas S.A. działalności podstawowej Raiffeisen Bank Polska S.A., które zostało potwierdzone odpowiednim wpisem w Krajowym Rejestrze Sądowym.

### Zmiana nazwy na BNP Paribas Bank Polska
30 marca 2019 (de iure, 1 kwietnia 2019) bank BGŻ BNP Paribas zmienił nazwę na BNP Paribas Bank Polska, w związku z tym strona banku bgzbnpparibas.pl została zmieniona na bnpparibas.pl, a z nazwy aplikacji BGŻ BNP Paribas GO Mobile usunięty został człon BGŻ. Aplikacja Mobilny Portfel dawnego RBPL zmieniła kolorystykę z biało-żółtej na biało-zieloną, a logo Raiffeisen Polbank zostało zmienione na BNP Paribas.

## Prezesi banku
- Alexander Paklons (2007–2010)[16][17]
- Frederic Amoudru (2010–2013)[16]
- Józef Wancer (2013–2015)[18]
- Tomasz Bogus (2015–2017)[19]
- Przemysław Gdański (od 2017)[20]